# Hermann Schaffer
Hermann Schaffer (ur. 26 października 1831 w Świdnicy, zm. 9 grudnia 1914 w Raciborzu) – niemiecki ksiądz katolicki, proboszcz parafii Wniebowzięcia Najświętszej Maryi Panny w Raciborzu, działacz polityczny i społeczny, historyk.
Hermann Schaffer w Świdnicy ukończył gimnazjum i w 1851 roku rozpoczął studia teologiczne na Uniwersytecie Wrocławskim. W trakcie studiów był ochmistrzem u hrabiego Gustava von Saurma-Jeltscha (w 1852 roku) oraz hrabiego Moritza von Saurma-Jeltscha (w latach 1852–1854). 30 czerwca 1855 roku otrzymał święcenia kapłańskie. W 1856 roku został wikarym w Dzierżoniowie, a dwa lata później w Nysie. W 1861 roku książę Wiktor I Maurycy von Ratibor zatrudnił go jako nauczyciela dla swych dwóch najstarszych synów, Wiktora Amadeusza oraz Egona Maurycego. Następnie towarzyszył księciu w czasie jego studiów prawniczych w Berlinie oraz Bonn, samemu uczestnicząc w wykładach z prawa i filozofii.
Po śmierci raciborskiego proboszcza, Franza Heide, książę zaproponował mu objęcie tego stanowiska. Początkowo Schaffer zgodził się, lecz wycofał się z tego po ujawnieniu przez ówczesnego biskupa wrocławskiego Heinricha Förstera obietnicy złożonej zmarłemu proboszczowi, iż jego następcą będzie Tomasz Strzybny. Po rozmowie księcia z biskupem ostatecznie to jednak Schaffer otrzymał nominację na proboszcza. Uroczyste wprowadzenie go na ten urząd miało miejsce 21 lipca 1867 roku. Będąc proboszczem w raciborskiej parafii, Schaffer prowadził również ożywioną działalność społeczną, polityczną i dziejopisarską. Z ramienia partii Centrum (której był jednym z założycieli) był dwukrotnie posłem do pruskiego Landtagu (w latach 1870–1873 i 1876–1879). Był także głównym organizatorem śląskich dni katolików, które odbyły się w 1875 roku w Nysie i w 1876 roku w Raciborzu, jednym z inicjatorów powstania 3 stycznia 1874 roku gazety „Ratibor-Leobschützer Zeitung”, protektorem, a także założycielem licznych stowarzyszeń katolickich (chrześcijańskich matek (1868), mężczyzn (1874), św. Notburgi (1885), św. Cecylii (1888), św. Teresy (1889), robotniczego (1890), chrześcijańskich rodzin (1894) oraz katolickich młodych mężczyzn (1905)). Za czasów Schaffera dwukrotnie remontowano kościół parafialny oraz przeprowadzono pod koniec XIX wieku jego wielką przebudowę. Ksiądz prowadził również działalność historyczną, która zaowocowała wydaniem kilku znaczących publikacji. Najważniejszą z nich było dzieło poświęcone historii raciborskiego Bractwa Maryjnego (Geschichte einer schlesischen Liebfrauengilde seit dem Jahre 1343). Spod jego pióra ukazała się również (wydawana kilkakrotnie) monografia kościoła farnego (Die katholische Pfarrkirche zu Ratibor), rozprawa o kościele podominikańskim (Die ehemalige Dominikanerkirche zu Ratibor) oraz szkic o historii Raciborza (Ratibor, wie es war, ward und ist). Napisał także kilka śpiewników, modlitewników oraz jeden zbiór wierszy. Drukiem ukazały się niektóre z jego przemówień i kazań. Z powodu nieraz nieprzychylnego stanowiska wobec polskiego ruchu narodowego był często krytycznie oceniany w „Nowinach Raciborskich”. Władał biegle językiem niemieckim, polskim, francuskim oraz łaciną. Z jego inicjatywy utworzono cmentarz katolicki Jeruzalem i wybudowano zakład św. Notburgi przy placu Jagiełły.
30 czerwca 1905 roku, w dniu 50. rocznicy uzyskania święceń kapłańskich otrzymał dyplom doktora honoris causa wydziału teologicznego Uniwersytetu Wrocławskiego. 11 lutego 1909 roku został odznaczony Orderem Czerwonego Orła III klasy na wstędze. 2 marca 1909 roku przeszedł w stan spoczynku i przeniósł się do wybudowanego z własnej inicjatywy zakładu św. Notburgi. Zmarł 9 grudnia 1914 roku. Pogrzeb odbył się 14 grudnia, a jego trumnę, zgodnie z życzeniem, złożono do krypty prałatów w prezbiterium kościoła farnego. Następcą proboszcza w raciborskiej parafii został ksiądz Jan Facundus Faika.